# Banbury

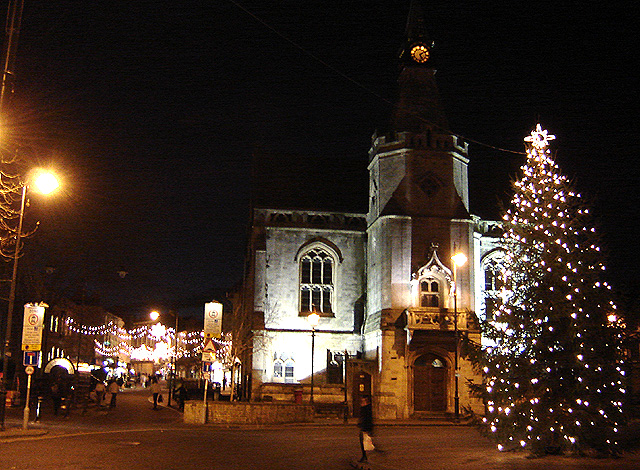
Imagen navideña de Banbury.

Banbury es una localidad británica perteneciente al condado de Oxfordshire, 32 km al norte de Oxford. Tenía una población de 43.867 habitantes en 2001.

## Curiosidades
Es famosa la Cruz de Banbury, un monolito situado en el centro de la ciudad.
Banbury está rodeado por un canal de navegación, el Oxford Canal de Warwickshire a Oxford.
Antiguamente se celebraba la mayor feria del caballo de Inglaterra; de esto solo se conserva una pequeña placa conmemorativa en una de las fachadas que dan a la cruz de Banbury.
Además, es el lugar de nacimiento de uno de los grandes iconos de la música electrónica mundial, Richie Hawtin.
- Datos: Q806160
- Multimedia: Banbury / Q806160